# DDR-Straßen-Radmeisterschaften 1951
Die Straßen-Radmeisterschaften in der DDR 1951 wurden in der Einzeldisziplin zwischen Mai und August in drei Läufen ausgetragen. DDR-Meister wurde der Berliner Werner Gallinge. Die Mannschaftsmeisterschaft gewann die BSG Aufbau Börde Magdeburg. 

## Einzelmeisterschaft
Der DDR-Meister im Einzelstraßenrennen wurde in drei Läufen am 27. Mai beim „Rund um Dresden“, am 17. Juni beim „Durch die Thüringer Lande“ und am 30. August beim „Berlin–Neubrandenburg–Berlin“ ermittelt. Nach jedem Lauf wurden für die Platzierungen Punkte vergeben, zehn für Platz eins und weiter abwärts. Der Fahrer mit den meisten Punkten nach dem dritten Lauf wurde Meister. 

### 1. Lauf: Rund um Dresden
Die Strecke „Rund um Dresden“ hatte eine Länge von 217,3 Kilometern. Am 26. Mai 1951 beteiligten sich 47 Fahrer, unter ihnen auch der Titelverteidiger Edgar Schatz. Nach etwa 150 Kilometern setzten sich der Chemnitzer Horst Siegel und Lothar Meister I aus Leipzig vom Feld ab und hatte bis zur Zieleinfahrt in Dresden einen Vorsprung von fünf Minuten herausgefahren. Im Endspurt hängte Lothar Meister Siegel noch um 25 Meter ab. Die Mitfavoriten Otto Busse und Werner Gräbner gaben das Rennen auf, 
|    | Fahrer           | Mannschaft                   | Zeit         | Punkte |
| -- | ---------------- | ---------------------------- | ------------ | ------ |
| 1. | Lothar Meister I | BSG Rotation Leipzig         | 6:48:07      | 10     |
| 2. | Horst Siegel     | BSG Dwigatel Wismut Chemnitz | gleiche Zeit | 09     |
| 3. | Gotthard Weber   | BSG Motor Chemnitz Süd       | 6:53:16      | 08     |

### 2. Lauf: Durch die Thüringer Lande
Der zweite Meisterschaftslauf „Durch die Thüringer Lande“ fand am 17. Juni statt. Er wurde in Erfurt gestartet, führte in den Thüringer Wald bis nach Oberhof und zurück nach Erfurt. Insgesamt mussten 191 Kilometer zurückgelegt und ein Höhenunterschied von 600 Metern überwunden werden. Bereits nach 70 Kilometern gab mit Rudi Kirchhoff einer der Favoriten am Aufstieg zur Hohen Sonne bei Eisenach entkräftet auf. Kurz vor Meiningen nach 120 Kilometern starteten der Leipziger Josef Ernst und Rudi Pietzsch aus Freiberg den ersten erfolgreichen Ausreißversuch, mit dem beide einen Vorsprung von zwei Minuten herausfuhren. Hinter Oberhof stießen weitere drei Fahrer, darunter Horst Siegel, zu den Führenden, und dahinter bildete sich eine Verfolgergruppe. Während Siegel sich alleine absetzen konnte, vereinigten sich die beiden Gruppen, die jedoch Siegel nicht mehr einholen konnten. Mit fast drei Minuten Vorsprung erreichte Siegel alleine das Ziel in Erfurt. 
|    | Fahrer           | Mannschaft                   | Zeit         | Punkte |
| -- | ---------------- | ---------------------------- | ------------ | ------ |
| 1. | Horst Siegel     | BSG Dwigatel Wismut Chemnitz | 5:28:30      | 19     |
| 2. | Lothar Meister I | BSG Rotation Leipzig         | 5:31:10      | 19     |
| 3. | Paul Dinter      | BSG Stahl Wildau             | gleiche Zeit | 13     |

### 3. Lauf: Berlin–Neubrandenburg–Berlin
65 Fahrer nahmen am 30. August 1951 den dritten und letzten Lauf zur DDR-Meisterschaft in Angriff. Sie hatten bei idealem Rennwetter 260 Kilometer zurückzulegen. Nach 43 Kilometern hatte sich erstmals eine siebenköpfige Spitzengruppe gebildet, in der jedoch keiner der Favoriten vertreten war. Nach 70 Kilometern war das Feld wieder beisammen, das aber nach weiteren 50 Kilometern weit auseinandergezogen Neubrandenburg entgegen strebte. Nach der Wendeschleife in Neubrandenburg hatten die Fahrer den Wind von vorne, sodass sich das Tempo verringerte. 80 Kilometer vor Berlin bildete sich eine neue Ausreißergruppe, von Werner Gallinge initiiert. Wenig später schloss mit Paul Dinter ein weiterer Favorit auf. Den weiteren Titelanwärtern Meister und Siegel gelang es nicht, das Feld zur Aufholjagd zu motivieren, sodass schließlich eine neunköpfige Gruppe dem Ziel in Berlin entgegenstrebte. Den Schlussspurt entschied Rudi Kirchhoff mit Reifenstärke vor Werner Gallinge, dem der zweite Platz zum Gewinn der Meisterschaft reichte. 
|    | Fahrer          | Mannschaft               | Zeit         | Punkte |
| -- | --------------- | ------------------------ | ------------ | ------ |
| 1. | Rudi Kirchhoff  | BSG Semper Berlin        | 7:26:12      | 10     |
| 2. | Werner Gallinge | BSG Einheit Berliner Bär | gleiche Zeit | 22     |
| 3. | Horst Gräbner   | BSG Einheit Berliner Bär | gleiche Zeit | 08     |

### Endstand
|     | Fahrer           | Mannschaft                   | Punkte |
| --- | ---------------- | ---------------------------- | ------ |
| 1.  | Werner Gallinge  | BSG Einheit Berliner Bär     | 22     |
| 2.  | Horst Siegel     | BSG Dwigatel Wismut Chemnitz | 19     |
| 3.  | Lothar Meister I | BSG Rotation Leipzig         | 19     |
| 4.  | Paul Dinter      | BSG Stahl Wildau             | 16     |
| 5.  | Rudi Kirchhoff   | SG Semper Berlin             | 10     |
| 6.  | Horst Gräbner    | BSG Einheit Berliner Bär     | 08     |
| 7.  | Gotthard Weber   | BSG Motor Chemnitz Süd       | 08     |
| 8.  | Edgar Schatz     | BSG Chemie Halle             | 07     |
| 9.  | Werner Marschner | BSG Motor Chemnitz Süd       | 07     |
| 10. | Rudi Pietzsch    | Freiberg                     | 07     |

## Mannschaftsmeisterschaft
Die 1951er Mannschaftsmeisterschaft wurde als 100-Kilometer-Zeitfahren auf der Strecke Magdeburg–Burg–Genthin–Magdeburg ausgetragen. Die beteiligten Mannschaften, die jeweils aus sechs Fahrern bestanden, wurden einzeln im Abstand von fünf Minuten auf die Reise geschickt. Am Wendepunkt in Genthin hatte die Mannschaft der BSG Semper Berlin Bestzeit gefahren. Mit dem Wind im Rücken und dank ihrer Ortskenntnis konnte die BSG Aufbau Börde Magdeburg ihren Rückstand von einer Minute wettmachen und holte sich 2:14 Minuten Vorsprung vor der BSG Einheit Berliner Bär den Meistertitel. Für den Sieg sorgten Horst Gaede, Gustav-Adolf Schur, Kurt Hünerbein und Sauer; Heinz Höhne und Schumann war vorzeitig ausgeschieden. 
|     | Mannschaft                   | Zeit (h)  |
| --- | ---------------------------- | --------- |
| 1.  | BSG Aufbau Börde Magdeburg   | 2:27:57,9 |
| 2.  | BSG Einheit Berliner Bär     | 2:30:12,3 |
| 3.  | BSG Rotation Berlin          | 2:30:19,7 |
| 4.  | BSG Semper Berlin            | 2:31:00,9 |
| 5.  | BSG Motor Siegmar Chemnitz   | 2:31:35,9 |
| 6.  | BSG Dwigatel Wismut Chemnitz | 2:33:05,7 |
| 7.  | BSG Turbine Gasag Berlin     | 2:37:24,9 |
| 8.  | BSG Post Berlin              | 2:37:27,4 |
| 9.  | BSG Rotation Leipzig Südost  | 2:38:11,2 |
| 10. | BSG Lokomotive Leipzig-Ost   | 2:38:28,7 |